# غيورغي تتاريسكو
غيورغي تتاريسكو (بالرومانية: Gheorghe Tattarescu)‏ وهو رسام مولدوفي روماني ولد في أكتوبر 1818 في مدينة فوكشاني في رومانيا وهو رائد الحركة الكلاسيكية الحديثة في الرسم الحديث الوطني وقد توفي في يوم 24 أكتوبر 1894.